# Karate (datorspel)
Karate är ett TV-spel till Atari VCS tillverkat och utgivet av Ultravision, och senare av Froggo. Spelet desginades av Joseph Amelio, och släpptes under sent 1982.  Froggos utgivning blev dock mer känd, varför spelet ofta missfattats som en ursprunglig Froggo-titel. Spelet var ett av de tidigare beat 'em up-spelen att återutges, något som senare blev vanligt med titlar från Capcom och SNK.

## Handling
Målet är att ta svart bälte genom att vinna en rad matcher.

### Fotnoter
1. ↑  http://www.digitpress.com/library/newsletters/arcadeexpress/arcade_express_v1n5.pdf
2. ↑  ”Karate” (på engelska). Mobygames. 14 mars 1982. Arkiverad från originalet den 2 juni 2014. https://web.archive.org/web/20140602200051/http://www.mobygames.com/game/karate/. Läst 1 juni 2014.